# Achim Lidsba
Achim Lidsba (* 4. März 1955 in Breinum; † 16. September 2021) war ein Generalmajor des Heeres der Bundeswehr und bis 31. August 2016 Kommandeur der Führungsakademie der Bundeswehr in Hamburg.

## Militärische Laufbahn

### Ausbildung und erste Verwendungen
Nach dem Abitur am Roswitha-Gymnasium in Bad Gandersheim trat Lidsba 1973 in den Dienst der Bundeswehr. Bis 1977 absolvierte er in der Panzergrenadiertruppe die Offizierausbildung und erhielt die Beförderung zum Leutnant. Von 1977 bis 1981 wurde er zuerst als Zugführer und dann als Nachrichtenoffizier (S2) im Panzergrenadierbataillon 341 (später 62) in Wolfhagen eingesetzt. Während dieser Zeit erhielt er die Beförderung zum Oberleutnant.
Von 1981 bis 1985 war Lidsba im Panzergrenadierbataillon 52 in Rotenburg an der Fulda zweimal als Kompaniechef eingesetzt und erhielt während dieser Verwendungen die Beförderung zum Hauptmann.

### Dienst als Stabsoffizier
Von 1985 bis 1987 absolvierte Lidsba den nationalen Generalstabslehrgang an der Führungsakademie der Bundeswehr in Hamburg und erhielt hiernach die Beförderung zum Major. Im Anschluss daran war er von 1987 bis 1989 stellvertretender Abteilungsleiter für das militärische Nachrichtenwesen (G2) im Stab des I. Korps in Münster unter dem Kommando der Generalleutnante Dieter Clauß und Jörn Söder.
Es folgte eine Auslandsverwendung in Brüssel, wo Lidsba von 1989 bis 1992 als Referent für Militärpolitik im Stab des Deutschen Militärischen Vertreters beim NATO-Militärausschuss, Generalleutnant Rolf Hüttel, diente. Als Hüttel 1992 in das Bundesministerium der Verteidigung nach Bonn versetzt wurde, um dort den Posten des Chefs des Planungsstabes zu übernehmen, nahm er Lidsba als Referenten mit. Nachdem Hüttel vier Monate später abgelöst wurde, diente Lidsba bis 1994 als Referent unter Hüttels Nachfolger, Vizeadmiral Ulrich Weisser.
Von 1994 bis 1996 führte Oberstleutnant Lidsba das Panzergrenadierbataillon 323 in Schwanewede. 1994 kehrte er nach Hamburg zurück, um an der Führungsakademie bis 1996 als Tutor und Dozent für Truppenführung im Generalstabslehrgang des Heeres zu dienen. 1998 wurde er nach Koblenz versetzt und diente im dortigen Heeresführungskommando bis 2000 als Gruppenleiter Einsatz (G3) unter dem Kommando von Generalleutnant Rüdiger Drews. In dieser Funktion war er auch im Auslandseinsatz im Kosovo.
Im Jahre 2000 wechselte Lidsba abermals in das Bundesministerium der Verteidigung nach Berlin, wo er bis 2005 als Referatsleiter in der militärpolitischen Stabsabteilung im Führungsstab der Streitkräfte (FüS III) unter den Chefs des Stabes, Generalmajor Egon Ramms und Konteradmiral Wolfram Kühn, eingesetzt war. Hier war er u. a. zuständig für die militärpolitische Vorbereitung und Begleitung von bewaffneten Einsätzen der Bundeswehr, Kabinettbeschlüssen und Befassungen des Deutschen Bundestages sowie Abstimmung mit NATO, EU, Vereinte Nationen und Partnern.

### Dienst im Generalsrang
Unter Ernennung zum Brigadegeneral übernahm Lidsba 2005 von Wolfgang Brüschke in Neustadt das Kommando über die Panzerbrigade 14, die er bis zum 12. Juli 2007 führte. Er übergab dieses Kommando an Oberst Theodor Herkel, der die Brigade nur noch als Brigadeführer befehligte und deren Auflösung leitete. Während dieser Verwendung war Lidsba abermals im Auslandseinsatz, diesmal vom November 2005 bis zum April 2006 als Kommandeur des 9. deutschen Einsatzkontingents in Afghanistan im Rahmen von ISAF.
Von 2007 bis 2010 war Lidsba erneut in Brüssel beim NATO-Militärausschuss eingesetzt und diente dort als stellvertretender Dienststellenleiter und Chef des Stabes der Deutschen Militärischen Vertreter, Vizeadmiral Frank Ropers und Generalleutnant Jürgen Bornemann.
Zum 21. Juni 2010 übernahm Lidsba in Leipzig schließlich von Generalmajor Reinhard Kammerer das Kommando über die 13. Panzergrenadierdivision. Der damalige Bundesverteidigungsminister Karl-Theodor zu Guttenberg beförderte Achim Lidsba am 30. Juni 2010 in Berlin zum Generalmajor.
Von 14. Juli 2011 bis 31. August 2016 war Lidsba Kommandeur der Führungsakademie der Bundeswehr in Hamburg. Er übergab das Kommando an Flottillenadmiral Carsten Stawitzki und wurde in den Ruhestand versetzt.

## Privates
Lidsba lebte nach der Pensionierung in Sebexen bei Bad Gandersheim. Er war verheiratet und hatte drei Söhne. Einer seiner Söhne, Christian, ist Gitarrist der Band Stanfour.